# MAN SD 200
De MAN SD 200 is een dubbeldekkerbus, geproduceerd door de Duitse busfabrikant MAN van 1973 tot 1985. De MAN SD 200 is een eerste generatie standaard VÖV-dubbeldekkerbus en is de opvolger van de Büssing DE. In 1982 werd de bus vervangen door de SD 202, maar ging pas in 1985 definitief uit productie.
De SD 200 kwam in 1973 speciaal voor de BVG voor West-Berlijn op de markt als opvolger van de Bussing DE. In 1982 en 1983 werden drie prototypes van de SD 202 gebouwd als opvolger van de SD 200. Maar pas in 1985 kwam de SD 200 volledig in productie. De SD 200 bood op het bovendek een zeer goed uitzicht rondom. Hierdoor wordt de bus nog vaak gebruikt als toeristische bus in verschillende steden, waaronder Hamburg. Sommige exemplaren zijn hierbij verbouwd tot cabriobussen en een aantal daarvan hebben een verschuifbaar dak.
De SD 200 had in de beginjaren één trap in het midden. Later zijn dit twee trappen geworden, één vooraan in de bus en één achteraan. De bus bleef wel steeds twee dubbele deuren behouden.

## Bouwjaaraanduiding
De SD 200 werd ook weleens aangeduid als een typenummer naar het bouwjaar waarin de bussen gebouwd zijn. De bussen uit de bouwjaren kregen de volgende typenummers;
- 1973; SD 73
- 1974; SD 74
- 1975; SD 75
- 1976; SD 76
- 1977; SD 77
- 1978; SD 78
- 1979; SD 79
- 1980; SD 80
- 1981; SD 81
- 1982; SD 82
- 1983; SD 83
- 1984; SD 84
- 1985; SD 85

## Inzet
De bussen werden ingezet in verschillende landen. De meeste exemplaren kwamen voor in Duitsland, maar daarnaast zijn er verschillende exemplaren geëxporteerd naar o.a. Luxemburg en Denemarken. Anno 2014 worden de meeste exemplaren nog gebruikt op toeristische lijnen zoals rondleidingen door steden. De grootste afnemer van de SD 200 is BVG met ruim 900 exemplaren.
| Land       | Bedrijf               | Serie     | Aantal | Bouwjaar  | Inzet                   | Opmerking                                                                                    |
| ---------- | --------------------- | --------- | ------ | --------- | ----------------------- | -------------------------------------------------------------------------------------------- |
| Denemarken | Auto Paaske           | 932       | 1      | ??        | Kopenhagen              | Voormalig BVG                                                                                |
| Denemarken | Copenhagen Excursions | 46-49     | 4      | 1980      | Kopenhagen              |                                                                                              |
| Denemarken | Vikingbus             | 907       | 1      | ??        | Kopenhagen              | Voormalig BVG                                                                                |
| Duitsland  | BVG                   | 2514-2515 | 2      | 1973      | West-Berlijn            | Prototypen                                                                                   |
| Duitsland  | BVG                   | 2623-2900 | 278    | 1974-1977 | West-Berlijn            | Bussen 2626 en 2892 zijn museumbussen                                                        |
| Duitsland  | BVG                   | 3001-3232 | 232    | 1977-1979 | West-Berlijn            | Serie 3163-3232 was een van de eerste serie die een tweede trap kreeg en minder zitplaatsen. |
| Duitsland  | BVG                   | 1701-1840 | 140    | 1980-1981 | West-Berlijn            | Bus 1749 is een museumbus                                                                    |
| Duitsland  | BVG                   | 1876-1910 | 35     | 1982      | West-Berlijn            | Busnummer 1911 werd niet afgegeven                                                           |
| Duitsland  | BVG                   | 1912-1946 | 35     | 1982      | West-Berlijn            | Busnummer 1911 werd niet afgegeven                                                           |
| Duitsland  | BVG                   | 3233-3466 | 234    | 1983-1985 | West-Berlijn            | Bus 3413 is een museumbus                                                                    |
| Luxemburg  | Voyages Vandivit      | VV2004    | 1      | 1985      | Toerbus langs de Moezel | Draagt de naam "Musel-Hopper"                                                                |

## Afbeeldingen

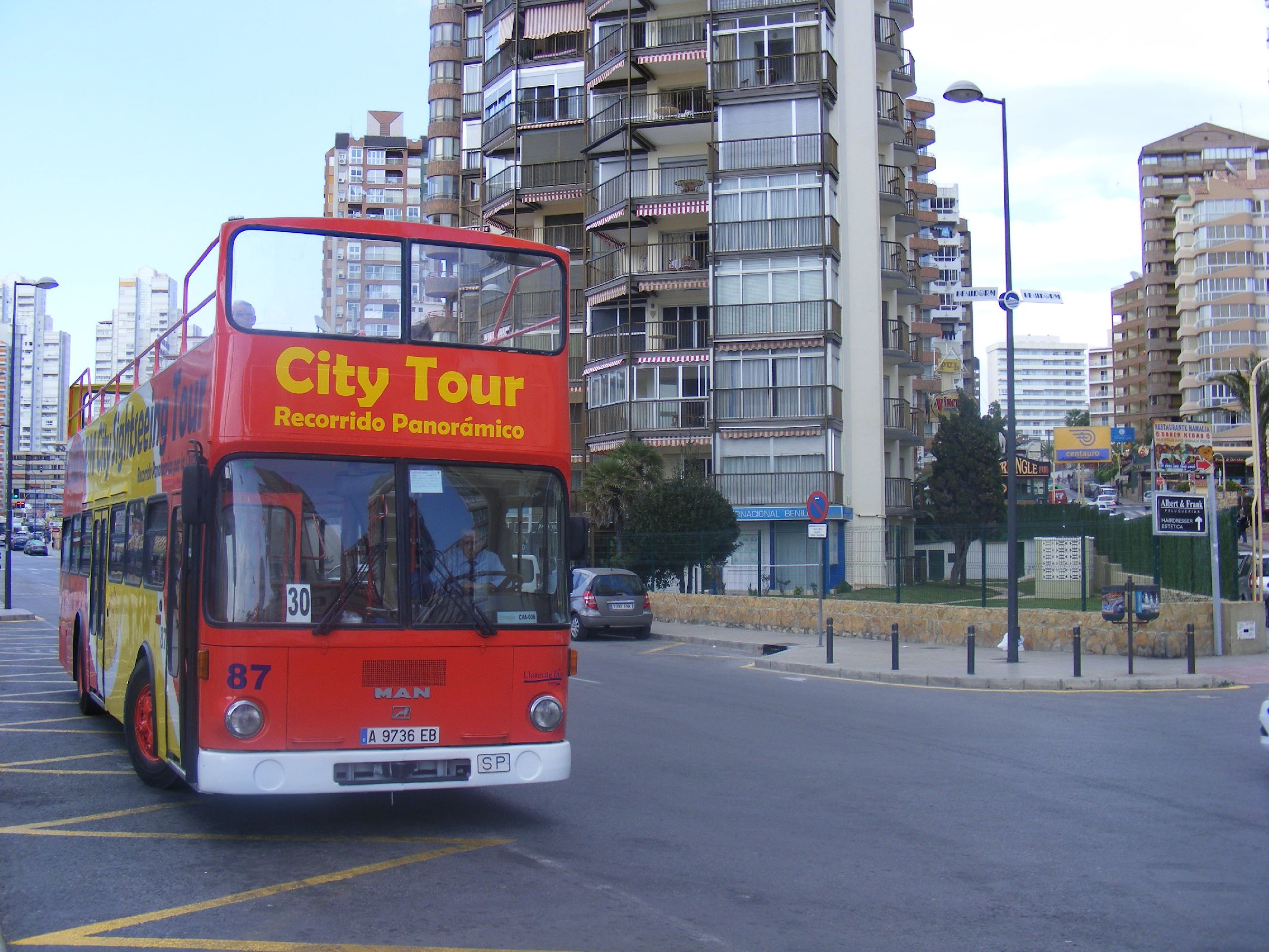
Een cabrio-versie van de SD 200
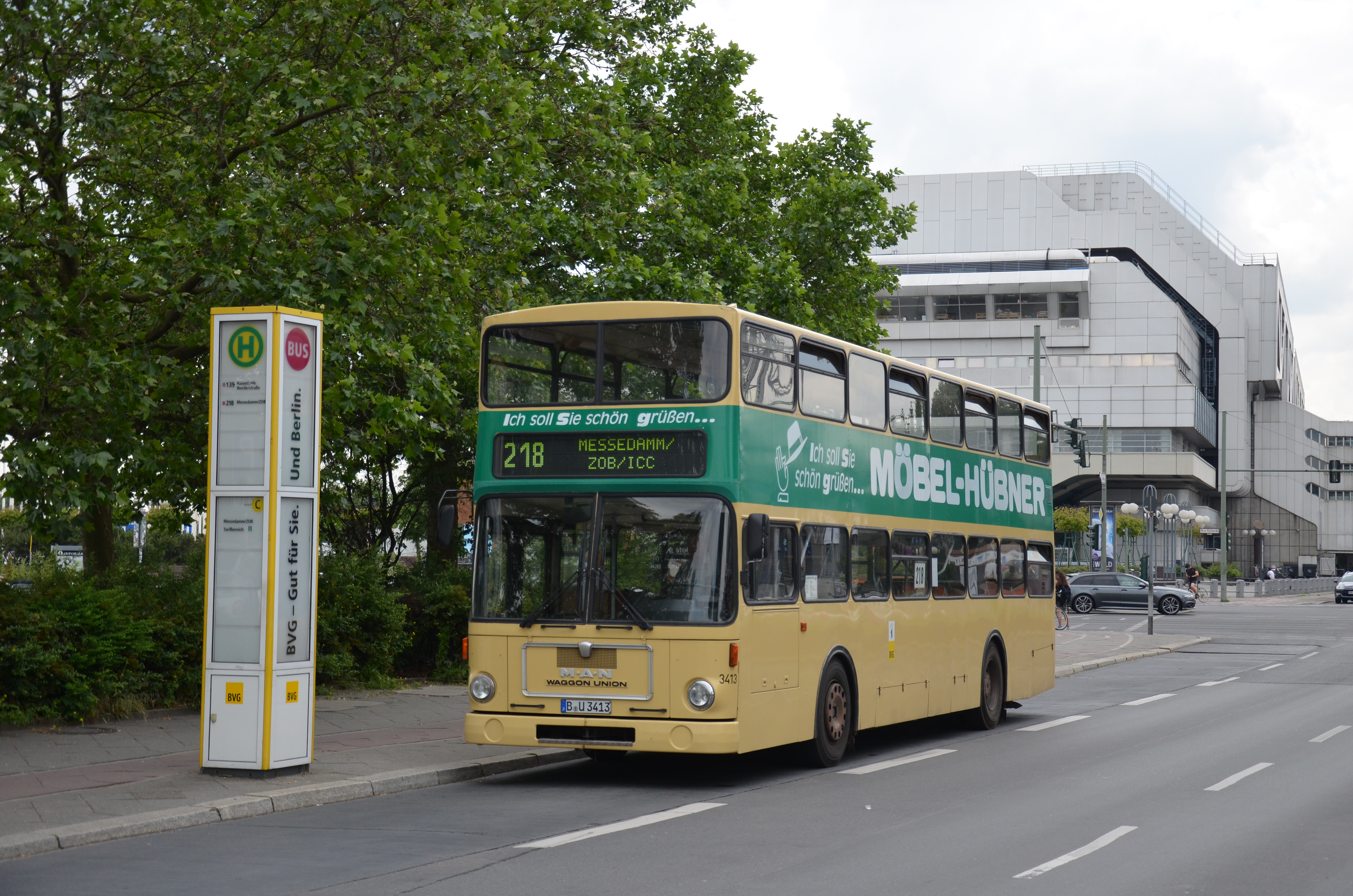
MAN SD 200